# Масак (Кентаки)
Масак (енгл. Massac) насељено је место без административног статуса у америчкој савезној држави Кентаки.

## Демографија
По попису из 2010. године број становника је 4.505, што је 617 (15,9%) становника више него 2000. године.
| Група             | 2000.         | 2010.         |
| Белци             | 3.654 (94,0%) | 4.050 (89,9%) |
| Афроамериканци    | 105 (2,7%)    | 215 (4,8%)    |
| Азијати           | 33 (0,8%)     | 55 (1,2%)     |
| Хиспаноамериканци | 49 (1,3%)     | 108 (2,4%)    |
| Укупно            | 3.888         | 4.505         |